# Чотки (фільм, 1922)
Чотки (англ. The Rosary) — американська драма режисера Джеррі Сторма 1922 року.

## У ролях
- Льюїс Стоун — Брайан Келлі
- Джейн Новак — Віра Матер
- Воллес Бірі — Кенвуд Райт
- Роберт Гордон — Брюс Вільтон
- Юджин Бессерер — вдова Кетлін Вілсон
- Дор Девідсон — Ісаак Абрахамсон
- Померой Кеннон — Дональд МакТевіш
- Берт Вудрафф — капітан Калеб Матер
- Мілдред Джун — Еліс Вільтон
- Гарольд Гудвін — Скітерс Мартін